# 伦加维拉
伦加维拉（義大利語：Lungavilla），是意大利帕维亚省的一个市镇。总面积6.88平方公里，人口2369人，人口密度344.3人/平方公里（2009年）。国家统计（ISTAT）代码为018084。